# Al-Mu'tamid
al-Mu'tamid, död 892, var abbasidernas 15:e kalif. Han var regerade kalif i Abbasidkalifatet mellan 870 och 892. 